# Hugin
Hugin es un software libre y gratuito bajo licencia GPL disponible en Microsoft Windows y GNU/Linux, dedicado al "cosido" o stitching para crear imágenes panorámicas a partir de otras de menores dimensiones. Para ello incluye funciones para el recorte, la corrección de la perspectiva y la exposición. Toma su nombre de uno de los dos cuervos de Odín.

## Características
Hugin y sus herramientas asociadas pueden utilizarse para:
- Combinar imágenes superpuestas para formar fotografías panorámicas
- Corregir imágenes panorámicas completas, por ejemplo, aquellas que están "onduladas", debido a una cámara panorámica mal nivelada
- Coser grandes mosaicos de imágenes o fotos, por ejemplo, de murallas largas o de grandes muestras de microscopía
- Encontrar puntos de control y optimizar los parámetros de forma asistida por el software
- Producción de la imagen resultante con varios tipos de proyección cartográfica, como equirectangular (utilizada por muchos visores esféricos completos), mercator, cilíndrica, estereográfica y sinusoidal
- Realizar correcciones fotométricas avanzadas[1] y costura de HDR

Con el lanzamiento de la versión 2010.4.0, que incluye un generador de puntos de control integrado, los desarrolladores consideran que las características de Hugin están completas.

Vista panorámica de 360° de un salón de banquetes, el techo está distorsionado. Visión omniorámica con defecto en el suelo, por no ser equirectangular perfecta
Las mismas imágenes originales con proyección de ojo de pez y diferente ángulo de visión.

## Desarrollo

### Infraestructura
El seguimiento del desarrollo de Hugin se realiza en Launchpad y el código se encuentra en un repositorio Mercurial.

Imagen después de aplicar la técnica del cosido.

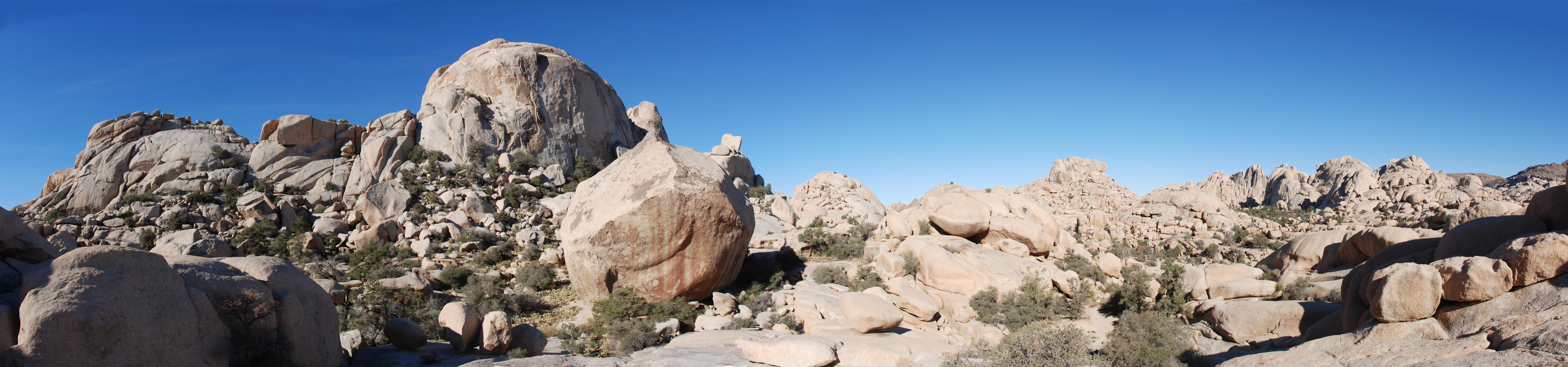
Imagen después del recorte y la clonación.

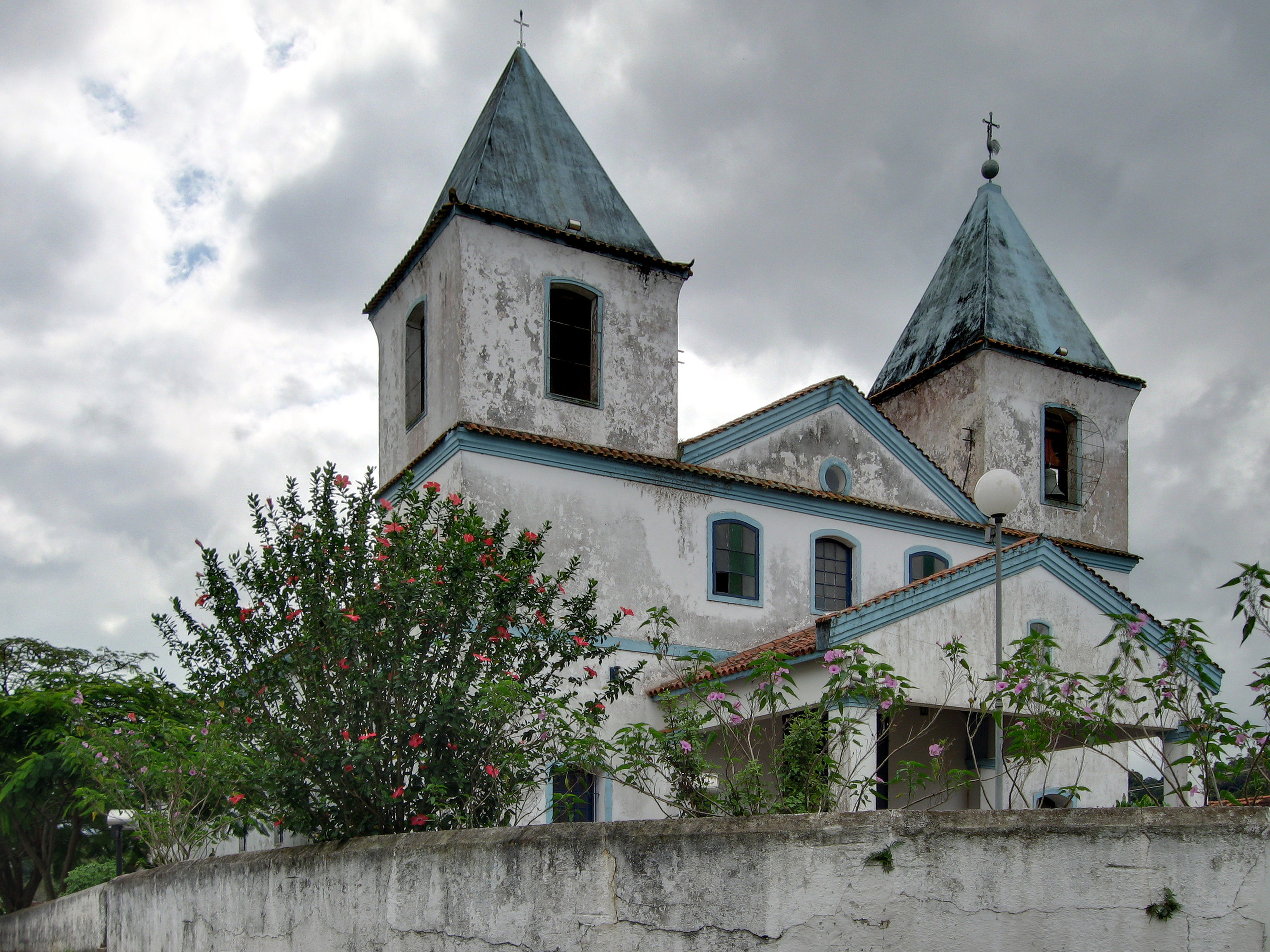
Otra imagen usando la técnica rectangular de una iglesia en Río de Janeiro.